# Herzliya Medical Center
L'Herzliya Medical Center (in ebraico הרצליה מדיקל סנטר‎?) è un ospedale privato israeliano, operativo dal 1983. La sede principale si trova nella città di Herzliya, vicino a Tel Aviv, ma sono presenti anche altre sedi in Turchia e Russia.

## Storia
L'Herzliya Medical Center è stato fondato nel 1982 da un gruppo di investitori sudafricani, che ha deciso di costruire un centro medico sul modello di quelli presenti nel loro paese nativo presso la città israeliana di Herzliya. Nel 1991 l'edificio subì un'espansione che aumentò il numero di sale operatorie.
Alla fine del 1993, con l'aiuto di alcuni imprenditori arabi, l'Herzliya Medical Center ha aperto una clinica a Gaza, e nel giugno del 1995 ha firmato un accordo con il governo della Repubblica del Tatarstan per la creazione di un ospedale avanzato.

## Descrizione
L'ospedale dispone di quasi 400 medici, specialisti in tutti i rami principali della medicina. 
Più di 9 000 bambini (al gennaio 2013) sono nati qui da coppie che hanno avuto problemi di fertilità e sono stati trattati con la fecondazione in vitro.

### Dipartimenti
- Oncologia
- Neurochirurgia
- Cardiochirurgia
- Chirurgia plastica
- Chirurgia ortopedica
- Urologia
- Gastroenterologia
- FIVET
- Chirurgia bariatrica
- Ginecologia and Ostetricia
- Oftalmologia
- Otorinolaringoiatria
- Pediatria
- Chirurgia